# Limfärger
Limfärger är målarfärger där bindemedlet består av limämnen, till exempel förklistrad stärkelse, cellulosa, protein, kasein. Pigment och bindemedel är uppslammade i vatten. 

## Historia
Limfärg har använts sedan antiken.
Limfärg har använts för inomhusmålning på exempelvis papp- och vävspända ytor och puts under århundraden. Under 1950-talet användes den ännu i tak och på taklister i det ordinarie byggnadsmåleriet. I dag förekommer limfärg bland annat som tryckfärg för tapeter. 
Den traditionella limfärgens bindemedel tillverkades främst av råvaror som hud, ben, brosk, bindvävnad, senor med mera som samlades upp från slakthus, handskfabriker, garverier och köttbutiker, och förädlades till animaliskt lim. 
Produkterna namngavs ofta efter utgångsmaterialet, till exempel "läderlim", "hornlim" eller "benlim". Dessa benämningar hade också en kvalitetsmässig betydelse då till exempel läderlim ansågs vara av högre kvalitet än benlim. Namnen kunde också beskriva produkternas form; bland annat "kaklim", "tärningslim" och "pärllim", eller funktion; till exempel "draglim", som förmodligen härrör från metoden att testa limmets styrka genom ett dragprov mellan två sammanlimmade träbitar. 
Vegetabiliskt lim ersatte i vissa fall animaliskt lim. Under slutet av 1800-talet marknadsfördes sichellim som användes en bit in på 1900-talet. Caragheenmossa, eller irländsk mossa – en algart som utvanns vid Nordatlantiska kusten – användes också till framför allt färdigstrykningar och gav en helt matt och synnerligen jämn yta. 
Under 1940-talet lanserades cellulosalim som framför allt användes i tak. Som bottenfärg för dekorationsarbeten med exempelvis streckdragningar eller stänkmålning användes dock animaliskt lim. Ibland ströks limfärg i efterhand med en lösning av vattenglas för att få en hård, glänsande yta som kunde rengöras med vatten. Krita togs bland annat från södra delen av Skåne, vid Stevns klint, Lomma och Malmö. Men den vita fina kritan användes inte alltid. Många gånger användes lokala fyndigheter av vita eller ljusa jordfärgpigment, som kalktuff i Västergötland, Östergötland, Jämtland och Skåne. I von Rothsteins byggnadslära från 1856 nämns till exempel att Jämtlands allmoge använde sig av bleke - på sina ställen en vanligt förekommande mineralavlagring av blekjord - för vitmening av tak, spisar och väggar. 
Som första förbehandling på nya putsade ytor slipades ytan och målades med en stark krederingsfärg som gjordes av limvatten och en mindre mängd krita. Dagen därpå ströks ytan med en såplösning som skulle vara mer koncentrerad ju mer porös väggen var. Efter ytterligare en dag ströks väggen med den slutliga limfärgenUnder 1930-talet blev det också populärt att stöppla limfärgen så att ytan fick ett utseende som påminde om grov puts. Behandlingen utfördes enbart om ytan först patenterades med oljebaserad färg enligt ovan.

## Egenskaper
Limfärger är vattenlösliga, även sedan de torkat. Vid beröring avger de pigment (kritning). Detta leder till att limfärg mest används inomhus, på ytor som inte utsätts för slitage. 
Några fördelar med typiska limfärger är
- Lågt pris.
- Det räcker ofta att stryka en gång eftersom färgen täcker väl.
- Ytan blir helt matt, medan pigmentet får stark lyskraft.
- Färgskiktet släpper igenom vatten. Färgen kan därmed inte orsaka röta.

### Inre struktur
Den jämna, matta ytan hos limfärger har en särskild lyster som kanske kan tillskrivas kritans kristallina struktur i kombination med bindemedlets lågmälda karaktär. I stort sett lämnar det pigmentkornens yta fri för ljusets brytning. Ljusbrytningsförmågan förändras omedelbart vid inblandning av exempelvis
torkande oljor som bland annat används till "linoljeförstärkt limfärg". 

### Beständighet
Limfärger används
endast inomhus. Deras vattenlöslighet och relativt dåliga beständighet mot
nötning begränsar användningen till ytor som inte påverkas av fukt och slitage. 
Närvaron av proteiner gör att limfärger är besvärliga att lagra. Traditionellt sett var inte det något problem eftersom färgerna tillreddes på plats och användes samma dag. Dagens industriellt producerade limfärg tillåter dock en begränsad lagringstid.

### Färgstabilitet
Limfärgernas färgstabilitet beror i första hand på pigmentets färgäkthet. Oorganiska pigment som används i limfärger är oftast mycket stabila. Limfärg har också en hög koncentration av färgpigment per ytenhet, vilket ger en stor färgäkthet. En eventuell användning av organiska eller svavelkänsliga oorganiska färgpigment kan dock leda till färgförändringar. 

### Övermålning
Andra vattenlösliga färgtyper fäster inte på limfärg. Det är därför mycket viktigt att kontrollera om ett färgskikt består av limfärg innan man försöker måla över. De vanligaste alternativen är:
- Måla över den gamla limfärgen med limfärg (ibland måste då den gamla ytan isoleras)
- Tvätta bort gammal limfärg med vatten innan den vattenlösliga färgen appliceras.[1]

Det finns även metoder att isolera limfärgsskikt så att de kan målas över med moderna färger.

## Framställning
Före andra världskriget tillverkades traditionell limfärg på arbetsplatsen av målarna själva. Krita och lim lades i blöt i var sitt kärl utan omrörning dagen före målning, och ingredienserna rördes samman dagen därpå. Ville man ha någon annan färgton, rördes kulörta torrpigment ut i vatten och användes på samma sätt som kritan, eller blandades samman med denna. Vid framställning av limfärg med animaliskt lim löstes det blötlagda limmet genom uppvärmning i vattenbad innan det rördes ned i den
slammade kritan. Proportionerna mellan krita, lim och vatten berodde bland
annat på underlaget och appliceringsmetoden. Tillsatsen av lim var en kritisk punkt. Om den blev för stor blev färgen "överlimmad", satsen var förstörd och man fick börja om på nytt.  
Lim av metylcellulosa kräver inte värme för att lösas i vattnen och innebär heller inte risk för motsvarande "överlimning". 
Ett sätt att bedöma den färdiga färgens limstyrka är att måla upp den på ett papper och avläsa egenskaperna efter torkning. Torkar färgen stramt eller krusigt är den för limstark, och "smiter" den, lämnar ifrån sig krita eller färgpigment, är den eventuellt för limsvag. Limfärg uppbyggd med vegetabiliskt lim smiter normalt något. 

## Applicering
Penselstrykning av limfärg utförs med penslar som rymmer relativt stor mängd färg, så kallade plafondpenslar eller limfärgspenslar. Animalisk limfärg kan upplevas som "kort" och svår att stryka och kräver en viss teknik för ett lyckat resultat. Limfärg lämnar efter sig en karaktäristisk randning vid penselstrykning. Omedelbart efter penselstrykningen kan ytan också stöpplas. Det ger en mer toppig ytstruktur, liknande den som erhålls efter målning med roller.
Ibland tillsätts en mindre del cellulosalim till animalisk limfärg för att underlätta appliceringen. Rollning av limfärg är exempelvis lättare att lyckas med om färgen antingen byggs upp helt med, eller tillsätts med cellulosalim.
Under torkning förändras färgens kulör dramatiskt och blir väsentligt ljusare. Provning av kulör och färgens limstyrka bör alltid utföras på en lämplig yta före appliceringen. Vid målning av flera skikt minskas limstyrkan för de efterföljande skikten för att undvika att färgen spjälkas. 
Om underlaget är jämnt sugande räcker det oftast med en strykning. Förbehandling av ojämnt sugande underlag utförs med olika typer av material beroende på objekt. För att undvika användning av lösningsmedelsbaserade grundfärger rekommenderas numera ofta olika typer av s.k. emulsionsbinder.

### Rengöring
Torrengöring rekommenderas för att avlägsna smuts. Äldre limfärgsmålade ytor med dekorationsmålning överlåts till konservator med erfarenhet av dylika arbeten. 

### Skadeorsaker
Det bästa sättet att vårda limfärger är att aldrig utsätta dem för fukt eller fett. Dessa ämnen ger fläckar på färgen och slår igenom till de nya färgskikt som i efterhand målas över det gamla. Vid målning av angränsande ytor med oljehaltiga bindemedel kan
oljan migrera ut, d.v.s. vandra över, till limfärgen och ge fettfläckar. 
Protein och kolhydrater i limfärg utgör i kombination med fukt en gynnsam tillväxtmiljö för mögelsvampar. De kan ibland ses som små svarta prickar på ytan av exempelvis murverk där fuktvandring sker. 

### Reparationsmetoder
Ommålning föregås av att föregående limfärgskikt avlägsnas. Eventuellt utförs också en patentering, det vill säga målning av hela, eller delar av underlaget , med isolerande färgmaterial. 
Borttagning av gamla limfärgsskikt görs för att den nya färgen ska få fäste i underlaget och utförs genom att vattenstryka skiktet med hjälp av en plafondpensel. Därefter lossas färgen försiktigt med en träspackel. Fläckar av fukt, fett eller kåda måste alltid isoleras före nymålning. 
Äldre, särskilt välbevarad eller dekorationsmålad limfärgsmålning bör eventuellt inte övermålas. Rengöring utförs i stället av, eller i samråd med konservator.